# كبيرا متحريي أغاثا كريستي بوارو وماربل
كبيرا متحريي أغاثا كريستي بوارو وماربل (بالإنجليزية: Agatha Christie's Great Detectives Poirot and Marple)‏ (アガサ·クリスティーの名探偵ポワロとマープル Agasa Kurisutī no Meitantei Powaro to Māpuru) هو مسلسل أنمي يحكي عن قصص أغاثا كريستي الخاصة بكل من هيركيول بوارو والآنسة ماربل، وأيضًا يستخدم شخصية جديدة تُدعى مابل ويست وهي قريبة الآنسة ماربل التي تصبح مساعدة بوارو المبتدئة وقد وُضعت هذه الشخصية للربط بين بوارو وماربل.

## الشخصيات
- هيركيول بوارو بصوت: ساتومي كوتارو
- جين ماربل بصوت: كاورو ياتشغوسا
- مابل الغربية بصوت: فوميكو أوريكاسا
- الآنسة ليمون بصوت: آتسوكو تاناكا
- هستنغز بصوت: هيروفومي نوجيما
- أوليفر بصوت: ماساكو جوو
- المفتش شارب بصوت: ياسوكا يارا

## روابط خارجية
- كبيرا متحريي أغاثا كريستي بوارو وماربل على موقع IMDb (الإنجليزية)
- كبيرا متحريي أغاثا كريستي بوارو وماربل على موقع كينوبويسك (الروسية)
- كبيرا متحريي أغاثا كريستي بوارو وماربل على موقع ألو سيني (الفرنسية)
- كبيرا متحريي أغاثا كريستي بوارو وماربل على موقع قاعدة بيانات الفيلم (الإنجليزية)
- كبيرا متحريي أغاثا كريستي بوارو وماربل على موقع ANN anime (الإنجليزية)